# Planetarium (chanson)
Pour les articles homonymes, voir Planetarium.
Singles de Ai Ōtsuka
Neko ni Fuusen
(2005) Frienger
(2006)
Planetarium (プラネタリウム) est le 10e single de Ai Ōtsuka sorti sous le label Avex Trax le 21 septembre 2005 au Japon. Il atteint la 1re place du classement de l'Oricon, et reste classé pendant 38 semaines, pour un total de 316 425 exemplaires vendus. C'est le 2e single le plus vendu de Ai Ōtsuka.
Planetarium a été utilisé comme thème musical pour le drama Hana Yori Dango. Planetarium se trouve sur la compilation Ai am BEST et sur l'album Love Cook, drop. se trouve sur la compilation Love Is Best.

## Liste des titres
| 1. | Planetarium (プラネタリウム)                | 5:10 |
| 2. | drop.                                       | 4:28 |
| 3. | Planetarium (instrumental) (プラネタリウム) | 5:08 |
| 4. | drop. (instrumental)                        | 4:25 |

| 1. | Planetarium (プラネタリウム) |  |

### Interprétations à la télévision
- Music Station (16 septembre 2005)
- Music Fair 21 (17 septembre 2005)
- Music Fighter (23 septembre 2005)
- Pop Jam (30 septembre 2005)
- CDTV (1er octobre 2005)
- Music Station SP (7 octobre 2005)
- Best Hits Kayousai (21 octobre 2005)
- Best Artist (30 octobre 2005)
- FNS Kayousai (7 décembre 2005)
- Music Fighter (16 décembre 2005)
- Nihon Yusentaisyo (17 décembre 2005)
- Music Station Super Live (23 décembre 2005)
- 56th Kouhaku (31 décembre 2005)
- 47th Japan Record Taisho (31 décembre 2005)
- CDTV SP (31 décembre 2005)
- Utaban (19 janvier 2006)
- Love Songs (17 février 2007)
- Music Lovers (26 mars 2007)
- Music Fair 21 (31 mars 2007)